# Кощинець Василь Васильович
Кощинець Василь Васильович (нар. 1 лютого 1950, с. Розточки) — український політик, член КУН; Голова Державного департаменту України з питань виконання покарань (з 21 березня 2005 р. — по 12 серпня 2009 р.).

## Життєпис
Народився Кощинець Василь Васильович 1 лютого 1950 року в селі Розточки (Долинський р-н, Івано-Франківська область); одружений; має 2 синів.
Закінчив Івано-Франківський інститут нафти і газу у 1974 році, гірничий інженер-геолог.

## Політична діяльність
Народний депутат України 3 скликання з березня 1998 року, виборчий округ № 88, Івано-Франківська область. На час виборів: голова Долинської районної державної адміністрації Івано-Франківської області, член КУН, член групи «Незалежні» (липень—грудень 1998 р.), член фракції ПРП «Реформи-центр» (грудень 1998 — грудень 1999 рр.), член групи «Відродження регіонів» (грудень 1999 — квітень 2001 рр.), член Комітету з питань паливно-енергетичного комплексу, ядерної політики та ядерної безпеки (з липня 1998 р.).

## Кар'єра
- 1967—1970 рр. — помічник кіномеханіка, завідуючий клубу в с. Розточки.
- 1970—1975 рр. — помічник бурильника нафтових і газових свердловин, лаборант-колектор, інженер управління бурових робіт «Долинабурнафта», м. Долина.
- 1975—1976 рр. — служба в армії.
- 1976—1994 рр. — старший інженер-технолог, начальник зміни, технолог, начальник бурової, буровий майстер, начальник цеху, Долинське управління бурових робіт об'єднання «Укрнафта», м. Долина.
- 1994—1995 рр. — голова Долинської районної ради, народний депутат.
- 1995 — квітень 1998 рр. — голова Долинської районної державної адміністрації.
- Квітень 2000 — червень 2001 рр. — 1-й заступник голови правління, НАК «Нафтогаз України».[2]

## Державна діяльність
- 2005—2009 рр. — очолював Державний департамент Міністерства юстиції України з виконання покарань.
- З квітня 2005 р.— був членом Комісії при Президентові України у питаннях помилування.

## Нагороди
- Орден «За заслуги» III, II ст. (квітень 2007 р.).